# ジョージ・ホッツ
ジョージ・フランシス・ホッツ（英語: George Francis Hotz、1989年10月2日 - ）は、アメリカ合衆国のハッカー、プログラマー。

## 来歴
ニュージャージー州のグレンロックで生まれた。同州にある公立高校ベルゲンアカデミーを卒業後、ロチェスター工科大学に入学するも、程なくして中途退学した。

## ハッキング実績
以下のようなハッキングに成功したことで有名となり、一部は後に裁判沙汰となった。

### iPhone
高校卒業後の2007年8月（当時17歳）、ホッツはiPhoneのジェイルブレイクに個人として初めて成功し、自身のブログやYouTubeなどで公表した。これにより、iPhoneで使用できる通信事業者がアメリカのAT&T社に限定される設定（当時）が解除できるようになり、使用できる通信事業者が自由に選べるようになった。

### PlayStation 3
2009年末には、発売3年目にして誰も成功していなかったPlayStation 3のジェイルブレイクに成功し、同じく自身のブログなどで公表した。これにより、PlayStation 3で海賊版のゲームソフトをプレイする事が可能になった。これにより開発元のソニー・コンピュータエンタテインメント(SCE)がゲーム事業への影響を危惧し、SCE米国支社が米国の著作権法に基づきホッツを提訴した。その後、和解が成立。

### Android
2014年6月、ホッツはAndroid向けのRoot化ツール、Towelrootをリリース。root化が難航し約180万円の賞金が掛けられていた Galaxy S5にも対応している。

## 各社での勤務
その才能を買われ、様々な企業にて勤務を行っている。

### Facebook
複数の報道機関によると、ホッツが米国のSNS企業Facebookにスカウトされ、2011年6月27日に入社していた事が明らかになった。詳しい配属先は不明。2012年1月、Facebookを休職中であると報じられた。

### Google
2014年、ホッツはProject ZeroというGoogleのセキュリティー監査チームに雇われる。所属したのは5ヶ月間で、Qiraというオープンソースプログラムも開発した。

### Vicarious
2015年1月、大脳新皮質に基づいた計算原理を応用して汎用AIを開発するVicariousにホッツは雇われる。そこでは7ヶ月間働いた。

### Twitter
2022年11月22日、ホッツは約1ヶ月前にTwitter社を買収し大幅な従業員解雇を行っていたイーロン・マスクに請われ、12週間限定で同社に勤務することを明らかにした。検索システムの改修や、ログインしていないユーザーにログインを求めるポップアップを削除することなどが特命として与えられていると予想されている。
その後、ホッツは入社から１ヶ月でTwitter社を退社している。

## 起業

### Comma.ai
2016年、ホッツは自動運転車を開発する会社 Comma.ai を立ち上げ、通常の自動車を自動運転カーにアップグレードするキットを開発している。
2018年、ホッツは社内の研究チーム責任者になり、Riccardo Biasiniを同社の新しいCEOに任命した。

### Tiny Corporation
2022年現在、ホッツはDeep Learningのフレームワークを開発する会社Tiny Corporationを立ち上げた。Tiny Corporationでは、TinygradというDeep Learning用のフレームワークの開発を行うとしている。ホッツによると、Tinygradは PyTorchとkarpathy/microgradの中間のようなものだとしている。

## 実績
- 2004年度インテル国際学生科学技術フェア(ISEF)ファイナリスト[1]
- 2005年度インテル国際学生科学技術フェア(ISEF)ファイナリスト[2]
- 2007年度インテル国際学生科学技術フェア(ISEF)ファイナリスト[3]